# Edmond Leclère
Edmond Louis Marcel Leclère (Foulzy, 25 gennaio 1912 – Charleville-Mézières, 24 marzo 1986) è stato un cestista francese.

## Carriera
Giocatore del Jeanne d'Arc di Charleville, ha disputato 7 partite con la Francia, vincendo il bronzo agli Europei del 1937. Ha disputato inoltre le Olimpiadi 1936.